# Walter Van Assche
Walter Van Assche (5 maart 1958) is een Belgisch wiskundige en als gewoon hoogleraar verbonden aan de KU Leuven. Hij is daar werkzaam binnen de afdeling Analyse.
Van 2006 tot 31 juli 2015 was Van Assche ook voorzitter van het Departement Wiskunde. Hij werd op 1 augustus 2015 opgevolgd door prof. Stefaan Poedts.

## Onderzoek
Het onderzoek van Walter Van Assche situeert zich in de klassieke analyse, zijn specialiteiten liggen onder meer in het gebied van orthogonale veeltermen, speciale functies, benaderingstheorie en differentiaalvergelijkingen
Hij leverde twee hoofdstukken voor de klassieker Classical and Quantum Orthogonal Polynomials in One Variable van M.E.H. Ismail.
Voorts is hij editor van het Journal of Approximation Theory, lid van het editorial board van het Journal of Difference Equations and Applications. en van Constructive Approximation. 
Naar aanleiding van zijn vijftigste verjaardag nam zijn collega Arno Kuijlaars het initiatief een tweedaagse workshop rond orthogonale veeltermen en speciale functies te organiseren in Leuven, op 19 en 20 mei 2008.

## Publicaties (selectie)[10]
- F. Marcellàn en W. Van Assche (2006). Orthogonal polynomials and special functions : computation and application, Springer: Berlijn, ISSN 0075-8434.
- W. Van Assche (1987). Asymptotics for orthogonal polynomials, Springer-Verslag: Berlin ; New York.
- J. L. Teugels, P. Embrechts en W. Van Assche (1986). Inleiding tot de discrete wiskunde, het kansrekenen en de statistiek, Acco: Leuven.
- W. Van Assche (2018). Orthogonal polynomials and Painlevé equations, Australian Mathematical Society Lecture Series 27, Cambridge University Press; Cambridge.

## Persoonlijk
Walter Van Assche is getrouwd en is vader van twee kinderen.
In zijn woonplaats Kapellen is Van Assche is sinds enige jaren actief voor natuur en milieu. Hij is voorzitter van de plaatselijke afdeling Groen Kapellen en hij zit als niet stemgerechtigde van Groen in de milieuraad .